# ساسو مارکونی
ساسو مارکونی (به ایتالیایی: Sasso Marconi) یک کومونه در ایتالیا است که در استان بولونیا واقع شده‌است.

## خصوصیات
ساسو مارکونی ۹۶ کیلومترمربع مساحت و ۱۴٬۶۱۲ نفر جمعیت دارد و ۱۲۸ متر بالاتر از سطح دریا واقع شده‌است.

## خواهرخوانده
شهرهای هلستون، Sassenage و Siderno خواهرخوانده‌های ساسو مارکونی هستند.